# Saint-Ciers-Champagne
Saint-Ciers-Champagne is een gemeente in het Franse departement Charente-Maritime (regio Nouvelle-Aquitaine) en telt 365 inwoners (2005). De plaats maakt deel uit van het arrondissement Jonzac.

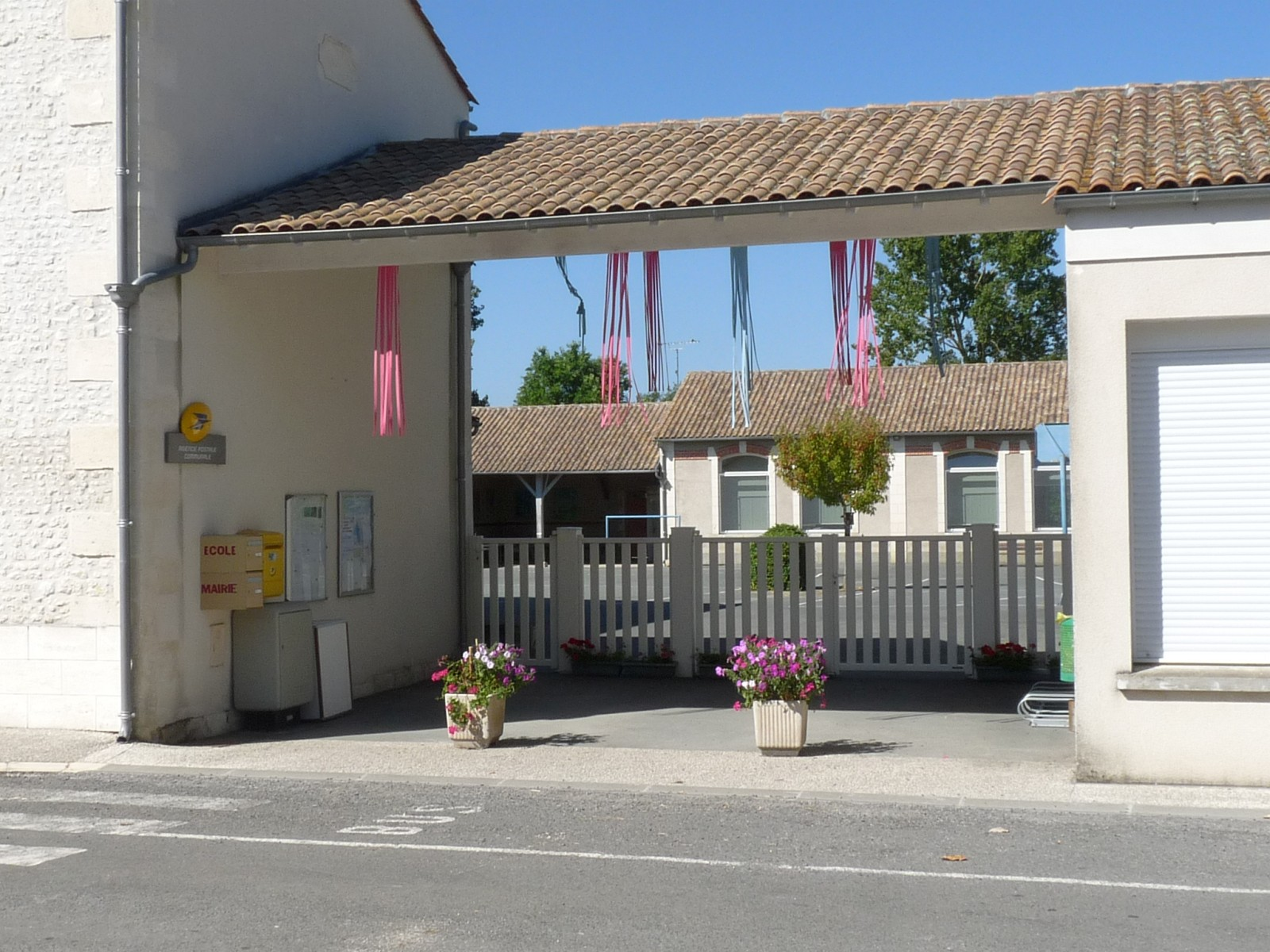
School en postkantoor
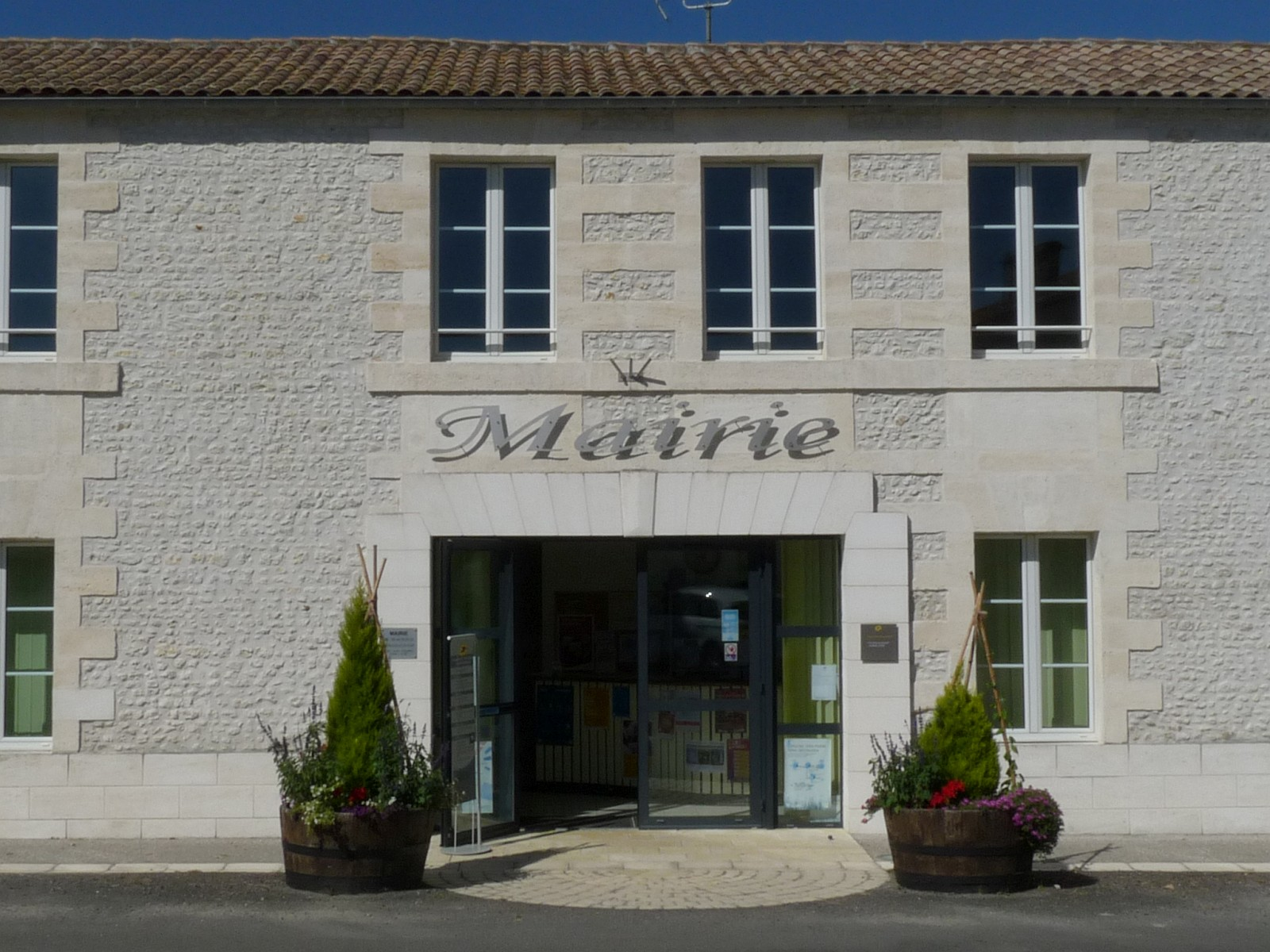
Gemeentehuis

## Geografie
De oppervlakte van Saint-Ciers-Champagne bedraagt 17,9 km², de bevolkingsdichtheid is 20,4 inwoners per km².
De onderstaande kaart toont de ligging van Saint-Ciers-Champagne met de belangrijkste infrastructuur en aangrenzende gemeenten.

## Demografie
Onderstaande figuur toont het verloop van het inwonertal (bron: INSEE-tellingen).